# Боровков, Кирилл Васильевич
Кири́лл Васи́льевич Боровко́в (25 апреля 1910 — 28 мая 1980) — советский деятель госбезопасности, военный педагог, генерал-майор КГБ СССР. Лауреат Государственной премии СССР (1971)
Начальник Управления МВД СССР по Вологодской области (1946—1950). Начальник Второго главного управления МСМ СССР (1958—1972).

## Биография
Родился в 1910 году в селе Новоспасск Уфимской губернии в крестьянской семье. С 1924 года работал учеником мастерской в городе Великие Луки. В 1927 году после окончания Фабрично-заводского училища, работал слесарем на Кировском заводе в Ленинграде. С 1929 года работал торговым представителем в городе Александровск-Сахалинский. С 1932 года назначен начальником отдела Военно-кооперативного управления БВО РККА.
С 1932 года служил в РККА и в войсках ОГПУ—НКВД на командных должностях в городе Севастополе. С 1935 года работал заместителем начальника и начальником отделов Управлений НКВД—МВД в городах Казани и Саратове. С 1944 года заместитель начальника, а с 1946 года был назначен начальником Вологодского Управления МВД СССР.
С 1950 года состоял в действующем резерве МВД СССР, с 1954 года КГБ при СМ СССР и прикомандирован к Первому Главному управлению при Совете министров СССР. С 1950 года назначен начальником 9-го отдела ПГУ при СМ СССР. С 1953 года назначен заместителем директора Комбината № 813 по режиму и охране в городе Свердловск-44.
С 1955 года назначен заместителем начальника, а с 1958 года начальником Второго главного управления МСМ СССР, ответственного за систему режима, охраны и контрразведывательного обеспечения атомной промышленности СССР.
С 1972 года в распоряжении Управления кадров КГБ при СМ СССР. Некоторое время до 1975 года преподавал на Специальной кафедре ЦИПК МСМ СССР. С 1975 года работал заместителем директора ВИНИТИ по общим вопросам.
Умер 28 мая 1980 года на рабочем месте в Москве.

## Награды
- Лауреат Государственной премии СССР — За успехи, достигнутые в создании нового направления науки и техники, разработке сигнализационных средств и оборудовании ими ряда особо важных объектов КГБ при СМ СССР, РВСН, Минфина СССР и отрасли (1971 год)[3];
- Орден Трудового Красного Знамени;
- Орден Красной Звезды;
- Орден Отечественной войны 2-й степени;
- Орден Знак Почета

Ведомственные знаки отличия:
- Почётный сотрудник госбезопасности